# Didier Sanz
Didier Sanz est un journaliste français né le 2 avril 1961. 
Historien de formation, diplômé du Centre de formation des journalistes, il s'est spécialisé dans l'informatique, devenant un des premiers spécialistes grand public de cet univers, puis d'Internet et des technologies numériques.
Il a collaboré notamment au Figaro. Il assure aussi des formations et intervient régulièrement sur BFM Business.

## Ouvrages
Années 1980
- La Passion du passé, dir. par Nadine Gautier et Jean-François Rouge, Autrement, 1987.

Années 2000
- Mac OS X, Snow Leopard, le livre des secrets, Dunod, 2010.
- Mac OS X, Leopard, le livre des secrets, Dunod, 2008.
- Mac OS X, les secrets de Tiger, Jaguar et Panther, optimisation, configuration, dépannage, Dunod, 2005.
- Mac OS X, le livre des secrets, Dunod, 2004.

## Articles
- Didier Sanz, « Un mobile de base pour le collège », dans : Le Figaro, jeudi 29 août 2016, p. 33.